# Nemija
Nemija (ukr. Немія, hist. pol. Niemija)– wieś na Ukrainie w rejonie mohylowskim obwodu winnickiego na Ukrainie.

## Pałac w Nemii
- pałac z oficyną wybudowany pod koniec XVIII w. lub na początku XIX w. przez Potockiego przetrwał dwie wojny światowe[1].

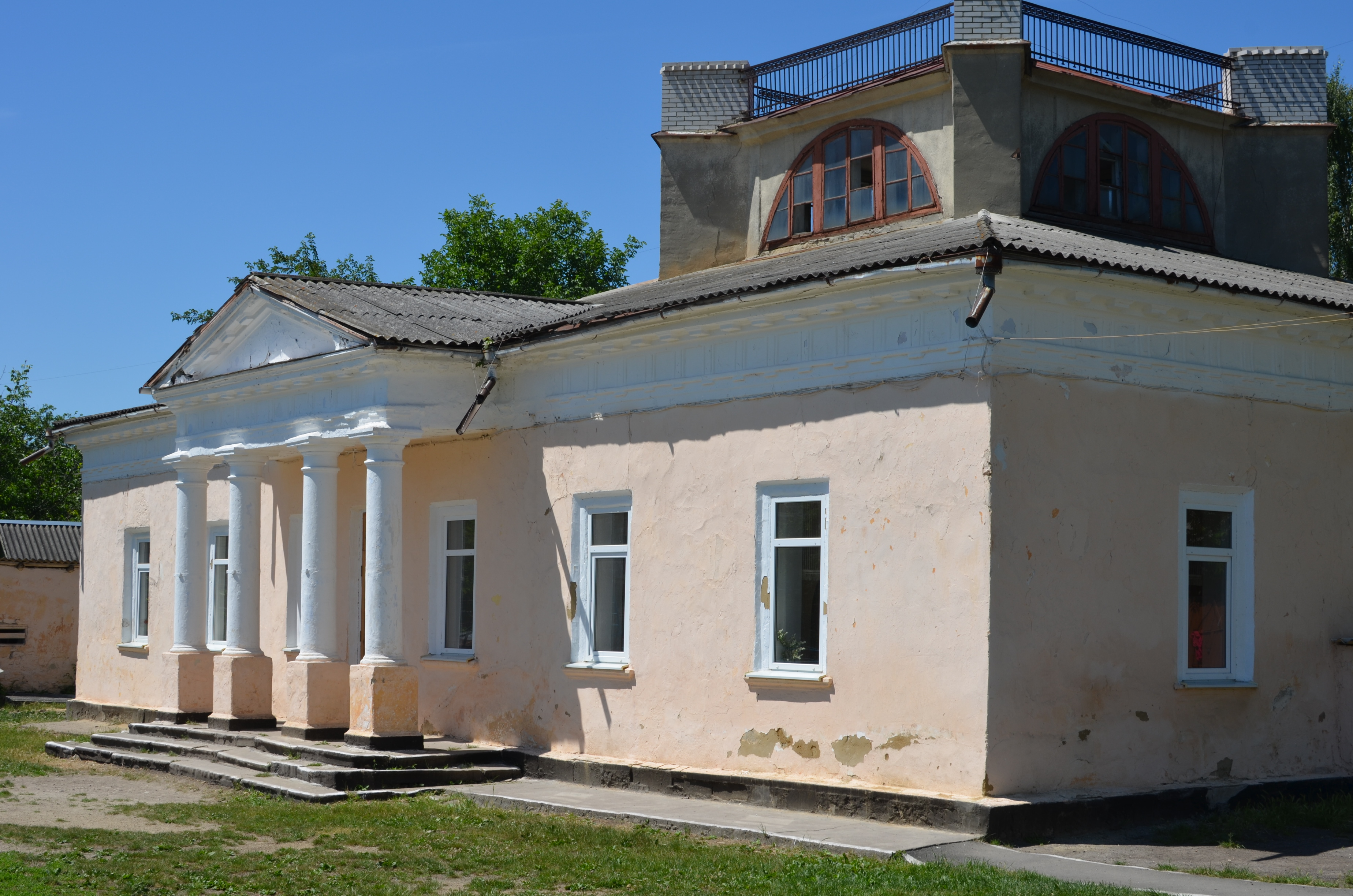
Pałac Potockiego, obecnie szkoła